# Ermir Lenjani

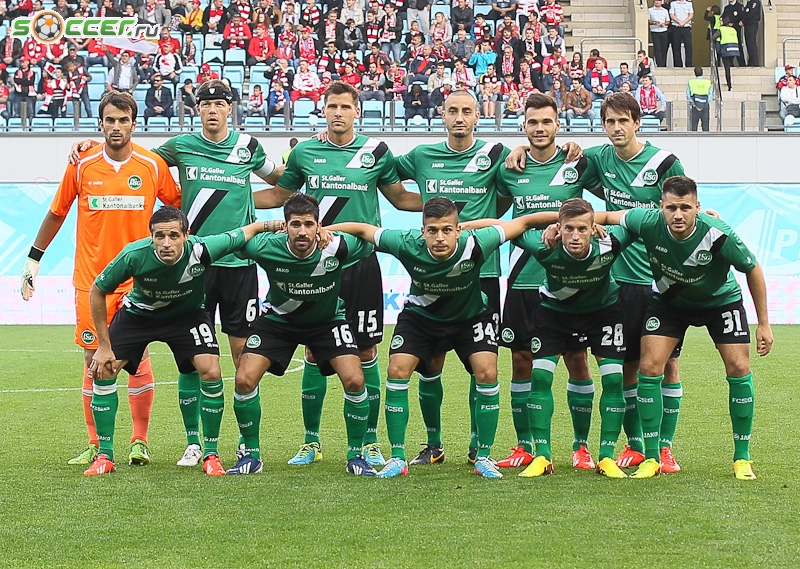
Sestava FC St. Gallen v roce 2013, Ermir Lenjani je ve spodní řadě druhý zprava.

Ermir Lenjani (* 5. srpna 1989, Priština) je kosovsko-švýcarský fotbalový záložník nebo obránce a reprezentant Albánie, od roku 2015 hostuje v klubu FC Nantes.

## Reprezentační kariéra
V národním A-mužstvu Albánie debutoval v přátelském utkání 15. listopadu 2013 proti Bělorusku (remíza 0:0, hrálo se v turecké Antalyi). Svůj první gól za národní tým vstřelil 11. listopadu 2014 při svém pátém reprezentačním startu Dánsku v utkání kvalifikace na EURO 2016. Tímto gólem přispěl k remíze 1:1.
Italský trenér albánského národního týmu Gianni De Biasi jej vzal na EURO 2016 ve Francii. Na evropský šampionát se Albánie kvalifikovala poprvé v historii.